# I Szangjun
I Szangjun (hangul: 이상윤, handzsa: 李 相潤, RR: Lee Sang-Yoon; Tedzson, 1969. április 10. –) dél-koreai válogatott labdarúgó, edző.

## Pályafutása

### Klubcsapatban
1990 és 2000 között a Csonan Ilhva Csunma csapatában játszott. 1999-ben kis ideig Franciaországban az FC Lorient csapatában szerepelt kölcsönben. 2001-ben a Bucshon SK játékosa volt. 

### A válogatottban
1990 és 1998 között 29 alkalommal játszott a dél-koreai válogatottban és 12 gólt szerzett. Részt vett az 1990-es és az 1998-as világbajnokságon.

## Sikerei, díjai
Csonan Ilhva Csunma
- Dél-koreai bajnok (3): 1993, 1994, 1995
- AFC-bajnokok ligája győztes (1): 1995–96
- Ázsiai szuperkupa (1): 1996
- Afro-ázsiai klubok kupája (1): 1996